# Odbory

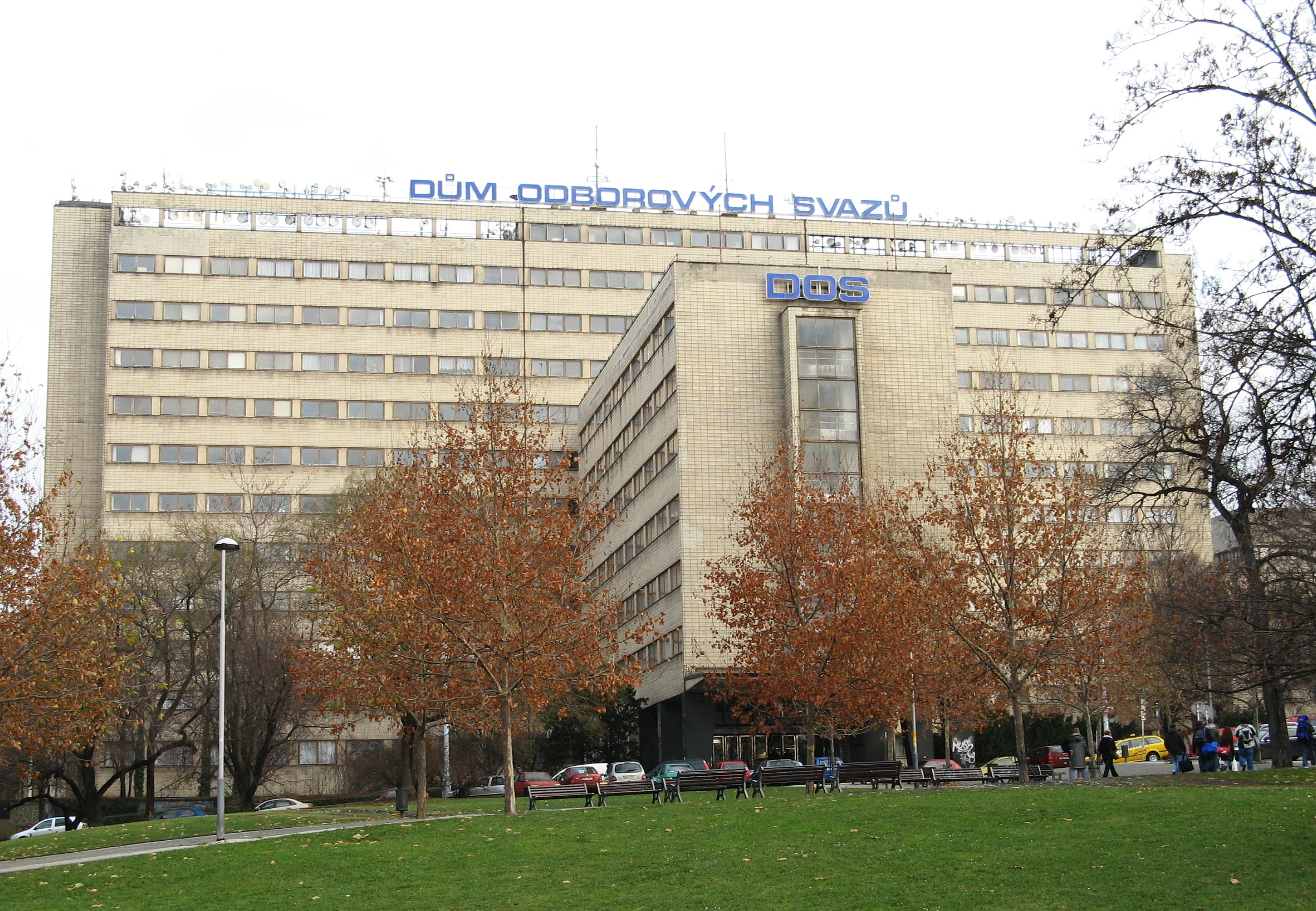
Dům odborových svazů v Praze, dříve Ústřední rada odborů

Odbory jsou zvláštním druhem občanského sdružení, které hájí pracovní, hospodářské, politické, sociální a jiné zájmy zaměstnanců a jsou jejich zástupci v rámci sociálního dialogu. Ty jsou ze zákona jedinými legitimními zástupci všech zaměstnanců v právním slova smyslu v pracovněprávních vztazích. Úlohou odborů v podmínkách tržní ekonomiky v souladu se zákoníkem práce a Listinou základních práv a svobod je formulovat, obhajovat a prosazovat zájmy a potřeby zaměstnanců. Toto se týká i zaměstnanců odborově neorganizovaných, neboť odbory mají pravomoc vyjadřovat obecný zájem všech zaměstnanců. Cílem odborů je zpravidla zajišťovat zvyšování mezd. Cesty odborů k tomuto kroku jsou následující:
- omezování nabídky práce – bariéry v přistěhovalectví prosazované přes vlády států, omezování pracovní doby, garantovaná délka učební doby, prodlužování dovolené,
- zvyšování minimální mzdy,
- stimulace poptávky po práci – odbory mohou prosazovat přes vládu zvýšení dovozních kvót zahraniční produkce, propagovat domácí produkci s cílem zajistit její větší odbyt, stimulovat export, žádat od státu vytváření nových pracovních příležitostí.

## Historie
Předchůdcem odborů v současném slova smyslu bylo cechovní zřízení a různé dělnické a podpůrné spolky. Odbory jsou někdy považovány za nástupce cechů středověké Evropy, i když vztah mezi nimi je sporný, protože mistři cechů zaměstnávali dělníky (učně a tovaryše), kterým nebylo dovoleno se organizovat.
Zatímco obecně zastávaný mylný názor považuje moderní odborářství za produkt marxismu, nejstarší moderní odbory předcházejí Marxův Komunistický manifest (1848) téměř o století (Marxovy spisy samy o sobě často pojednávají o dřívější existenci dělnických hnutí. První zaznamenaná dělnická stávka ve Spojených státech byla stávka filadelfských tiskařů v roce 1786. Počátky moderních odborů lze vysledovat až do Británie 18. století, kde průmyslová revoluce přitáhla do měst masy lidí, včetně závislých, rolníků a přistěhovalců. Británie ukončila nevolnictví v roce 1574, ale velká většina lidí zůstala jako nájemníci-farmáři na statcích vlastněných pozemkovou aristokracií. Tento přechod nebyl pouze přechodem z venkovského do městského prostředí; spíše povaha průmyslové práce vytvořila novou třídu „dělníků“. Farmář obdělával půdu, choval zvířata a pěstoval plodiny a buď vlastnil půdu, nebo platil nájem, ale nakonec prodal produkt a měl kontrolu nad svým životem a prací. Dělníci v průmyslu však prodávali svou práci jako pracovní sílu a přijímali pokyny od zaměstnavatelů, čímž se vzdali části své svobody a svébytnosti ve službách mistra. V tomto kontextu vznikly moderní odbory. Odbory se zpočátku setkávaly s velkým nepřátelstvím ze strany zaměstnavatelů a vládních skupin.
Odbory a kolektivní vyjednávání byly zakázány již od poloviny 14. století, kdy bylo v Anglii uzákoněno Nařízení o dělnících (anglicky Ordinance of Labourers). Jak kolektivní vyjednávání a rané dělnické odbory rostly s nástupem průmyslové revoluce, vláda začala potlačovat to, co považovala za nebezpečí lidových nepokojů v době napoleonských válek. V roce 1799 byl schválen Combination Act, který zakazoval odbory a kolektivní vyjednávání britských dělníků. Přestože odbory byly až do roku 1824 vystaveny často tvrdým represím, byly již někde založeny, např. v Londýně. V roce 1820 ve Skotsku 60 000 dělníků vstoupilo do generální stávky, která byla brzy potlačena. Soucit s těžkou situací dělníků přinesl zrušení zákonů v roce 1824, ačkoli kombinační zákon z roku 1825 omezil jejich činnost na vyjednávání o zvýšení mezd a změnách pracovní doby.
V 10. letech 19. století vznikly první odborové organizace, které sdružovaly pracovníky různých povolání. Pravděpodobně první takovou unií byla Všeobecná unie živností, známá také jako Filantropická společnost, založená v roce 1818 v Manchesteru. Druhý název měl skrýt skutečný účel organizace v době, kdy byly odbory ještě ilegální.
První pokusy o vytvoření národní všeobecné unie ve Spojeném království byly provedeny ve 20. a 30. letech 19. století. Národní asociace pro ochranu práce byla založena v roce 1830 Johnem Dohertym. Sdružení mělo přibližně 150 odborových organizací, skládajících se převážně z textilních odborových organizací, ale také mechaniků, kovářů a různých dalších.

### Československé odbory
Na základě zákona o závodních výborech ze dne 12. srpna 1921 (č.330/1924 Sb.) byly ve všech závodech s více než 30 zaměstnanci zřízeny závodní výbory.
V roce 1936 bylo v Československu organizováno v odborech 2 183 436 zaměstnanců, z toho lepší organizovanost byla v Českých zemích, než na Slovensku a na Podkarpatské Rusi.
Počátkem monopolizace odborového hnutí byla likvidace odborového hnutí v září 1938, avšak jednání o jednotné odborové organizaci za druhé republiky nevedla k jejímu zřízení. Teprve po vyhlášení protektorátu vznikly dvě centrální organizace: Národní odborová ústředna zaměstnanecká (NOÚZ) a menší Ústředí veřejných zaměstnanců (ÚVZ).
V roce 1945 vznikla Ústřední rada odborů (ÚRO), která byla dne 6. května 1945 Českou národní radou pověřena k převzetí všech odborových svazů a spolků v českých zemích, načež ji výnos Ministerstva vnitra č. IV-3111-19/5-45 ze dne 19. května 1945 označil za právního nástupce všech odborových organizací. Zákon č. 144/1946 Sb. z 16. května 1946, o jednotné odborové organizaci, již používal název Revoluční odborové hnutí (ROH), přičemž ROH bylo považováno za právního nástupce ÚRO. Zároveň tento zákon opět potvrzoval převedení veškerého majetku odborových organizací na ROH. Od počátku získalo ROH velké pravomoci i velký neformální vliv, avšak přes deklarovanou nadstranickost se dostalo do vlivu KSČ a po převzetí moci komunisty v roce 1948 se dostalo zcela do jejího stínu.
Byl vydán Dekret presidenta republiky o závodních a podnikových radách, ze dne 24. října 1945 (104/1945 Sb.).

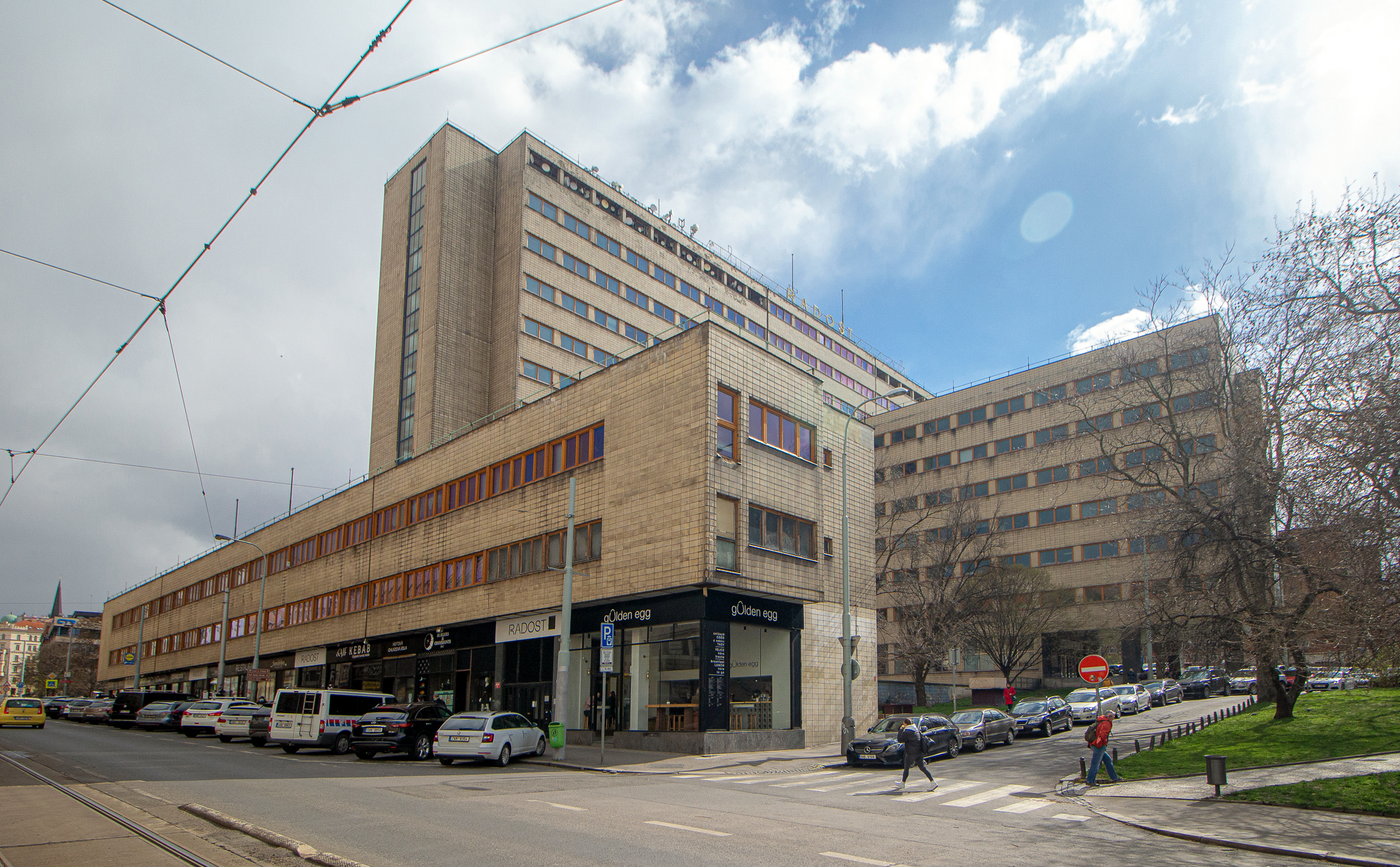
Dům Radost v Praze na Žižkově, dřívější sídlo Ústřední rady odborů

Kolem roku 1951 se ROH stalo vrcholným orgánem a správcem nemocenského pojištění. Zákonem č. 68/1951 Sb. bylo ROH uvedeno jako dobrovolná organizace, součást systému Národní fronty.
Závodní výbory (ZV) ROH měly až do konce 80. let 20. století kontrolu nad závodními jídelnami prostřednictvím svých komisí. V některých podnicích existovaly závodní jesle a mateřské školky, na jejichž provoz přispívalo ROH, většinou z fondu kulturních a sociálních potřeb (FKSP). Z FKSP bylo možné poskytnout pracovníkům a jejich rodinným příslušníkům příspěvky na výběrovou rekreaci ROH, na podnikovou rekreaci v tuzemsku, včetně zájezdů v tuzemsku pořádaných ROH), na podnikovou zahraniční rekreaci a na pionýrské tábory.

## České odbory
Vznik odborového hnutí v našich zemích spadá již do existence habsburské monarchie. Bylo těsně spojeno s dělnictvem a jeho spolky. V Čechách byli průkopníky odborového hnutí typografové, kteří v 60. letech 19. století založili spolky Typografie a Typografická beseda.
Nejstarší a nejpočetnější odborovou organizací v Čechách a na Moravě se stalo Odborové sdružení československé – OSČ. Bylo založeno roku 1897 v pražském Karlíně. Tato organizace byla těsně spjata (jako dosud) se Sociální demokracií. V meziválečné ČSR pak sdružovala více než padesát odborových organizací.

### Odborové organizace, ČMKOS
Odborová organizace vzniká dnem své evidence v resortu občanských sdružení vedené Ministerstvem vnitra ČR. Evidencí dostává odborová organizace právní subjektivitu. Sdružením odborových organizací vznikají odborové svazy. Zaměstnanci se sdružují v odborových organizacích, které jsou vytvářeny na odvětvovém nebo profesním principu. Profesní princip je založen na sdružení zaměstnanců stejného povolání – profese.
Odborovou organizací jsou také odborové konfederace sdružující zpravidla jednotlivé odborové svazy. Největší odborovou konfederací v naší zemi je Českomoravská konfederace odborových svazů – ČMKOS. Je členem Mezinárodní konfederace svobodných odborů. ČMKOS má pravomoc jednat s nejvyššími představiteli státu, tj. prezidentem, parlamentem, vládou a ostatními orgány státní moci, správy a samosprávy, s organizacemi zaměstnavatelů s celostátní působností i mnoha ostatními. Na úrovni podniku působí podnikové odborové organizace. Odbory jsou i jedním z nejvýznamnějších subjektů kolektivního pracovního práva.
Odborové organizace vznikají nezávisle na státu sdružením nejméně tří zaměstnanců. Jejich postavení vychází i z těchto mezinárodních smluv a dokumentů – Všeobecná deklarace lidských práv, Mezinárodní pakt hospodářských, sociálních a kulturních práv, Evropská sociální charta a úmluvy Mezinárodní organizace práce.
Odborově se organizovat je v současné době zakázáno pouze vojákům z povolání podle §45 zákona 221/1999 Sb. o vojácích z povolání. Práva odborů jsou obsažena zejména v Zákoníku práce i v jiných právních předpisech.

### Odbory po roce 1989
Od listopadu 1989 prošly odbory zásadní transformací. V roce 1990 došlo k odstranění monopolního postavení dřívější jednotné odborové organizace Revolučního odborového hnutí (ROH). Dalším legislativním opatřením v témže roce bylo úplné odstátnění odborů. Tím byly odstraněny jejich dosavadní pravomoci, které jim náležely místo státních orgánů. Nadále však zůstal finanční příspěvek od jednotlivých členů v organizovaných odborech, a to 1 % čisté mzdy.
Nejdůležitější zákon týkající se odborů – a to vztahů mezi odbory a zaměstnavateli – byl zákon č. 2/1991 Sb., o kolektivním vyjednávání. Na odbory (bývalé ROH) bývalo v 90. letech pohlíženo často s despektem. K jejich oživení došlo až od poloviny 90. let. Mezi nejvýznačnější události patřil V. sjezd ČMKOS v dubnu 2010. Boj proti tehdejší vládě zahájily odbory úspěšnou propagační kampaní „Otevřete oči“. ČMKOS začalo spolupracovat s organizacemi tělesně postižených a alternativními občanskými iniciativami. Protestní akce, pořádané hlavně odbory, vyvrcholily obrovskou manifestací „Stop vládě“ 20. 4. 2012 v Praze, které se zúčastnilo více než 100 tisíc občanů. Odbory však kromě protestů představily veřejnosti i vlastní pohled na řešení krizových situací ve společnosti.
Odbory v současnosti pořádají také pravidelné výjezdy do regionů, kde poskytují především právní poradenství a informují o kolektivním vyjednávání. Hlavní představitelé odborů vystupují se svými požadavky občas i v médiích. Snaží se spolupracovat s vládou i s oběma komorami parlamentu. V čele ČMKOS stojí od roku 2014 Josef Středula, který do té doby působil jako předseda Odborového svazu KOVO.

## Současnost odborového hnutí
Odbory v současnosti získávají jen obtížně nové členy, hlavně mladé lidi. Většina odborových centrál má také problém s úbytkem členské základny. Důvody poklesu členství v odborových organizacích jsou: časté změny v podmínkách trhu práce, restrukturalizace odborových hospodářských odvětví a privatizace v podnikové sféře a snižování počtu výrobních podniků. Dochází i k rozpadu tradičních skupin zaměstnanců, kteří pracují ve směnách, lidé mají méně možností setkávat se společně na pracovišti. Mnohé podniky patří zahraničním investorům. Odbory v současné době mají poněkud slabší právní postavení, zejména v souvislosti s možnostmi ovlivnit dnes poměrně časté propouštění zaměstnanců.